# 筆談
笔谈是指人們在面对面的情况下不使用口頭語言（對話、交談）而是通過互相書面書寫或鍵盤輸入文字（書面語言）的方式，來傳達彼此意思的溝通行為，相對於對話交談而言，其傳達訊息的速度及效率相對較慢，但精確度則較高。
筆談通常在如下場合進行：與聽覺障礙者不采用手語的交流時、無法進行對話時（如水中等）、不通曉對方的語言而對話者皆知曉共同的書面語（拉丁文、文言文、英語等）、不能發出聲音時，等等。特別是，在東亞（或漢字文化圈）地區，漢字、文言文則發揮了共同書面語的作用，當翻譯員不在的情況下，多可以進行筆談。現代，很多國家都教授英語，因此当与英語讀寫能力較強而聽說能力欠缺的人用英语交流时，可以用筆談進行意思的溝通。另外，為了防止交談被竊聽，人們有時也會采取筆談的手段。

## 漢字筆談
漢字筆談是汉字文化圈地域内不同母语的文人相互交流的方法之一。主要使用汉字以及文言文（汉文）的交流方式。
作為一種語言現象，漢字筆談的語言現象最好是以其物質及使用特性來定義，而非以其使用者來定義。筆談的中國文字的書寫含有兩成份，一為筆談文字本身，二為十九世紀中國的口說語。前者乃當代所稱的文言文，是中國文本傳統的正式書寫體。後者則是官話，也是後來認定為普通話、國語或中文的中國北方口語。同時，這樣的「中國語文」書寫對映到日本人口中的「漢文」（かんぶん、kanbun），同時指“中國文字”和“用漢字寫的日語”。從第九世紀開始，日本社會文人圈視書寫漢字為日本的，而日本人仍將「漢文」看成在文化上同時是中國的也是日本的。就如同在中國的文言文不斷地加入新的口語成份，在日本的「漢文」也是隨者從中國不斷引進的書籍，以同樣的方式更新。雖然日本「漢文」的讀音因學院和老師有所差異，18世紀的日本文人的漢文書寫技能和中國文人並無區別。再者，因為19世紀中葉幕府語言學院的“官方語”的課程教授都是以中文為母語的中國人，受過良好教育的日本文人，自然也習得筆談中的口說成份。
因此，筆談的存在證明中國語言和日本語言的相互滲透。作為語言代碼的筆談，「漢文」挑戰何為「語言」的正當描述，而和一般「實證主義」概念下的語言相左。實證主義概念下的語言常有以下特徵：（1）語言有一明確的內外界限，來描繪其抽象的統一性，（2）語言界定常採用和語言學及語言本身無關的認定標準，如種族特質或國家（政治和地理）界限，（3）語言將一種形式的語言抬高其地位，以指定標準語言。與這些實證主義概念下的語言相反，筆談的漢文書寫無法以其使用者的假定素質來界定的語言代碼，因為唯一將個別使用者統合在一起成一個群體的特質，僅限於他們有使用此代碼的能力。漢文書寫必須以其特性來識別的主因是，它糾纏現在認知的兩種截然不同的“中文”及“日文”。漢文書寫既不是中文，也不是純日文漢文。筆談之所以成為文化產物的可能性，是因為很長一段歷史的中國文化在東亞的文化霸權，因為要參與並參與書寫代碼的活動，同時熟悉中國漢文字和其文本操作是不可或缺的。
这种方法的交流在近代以前的東亞尤为普遍，日本江户时代的儒学者常和朝鲜通信使用汉字笔谈的方式来争论儒学问题，来自安南的使节与朝鲜使节互赠汉诗。
即使在現代社會，利用漢字的筆談也為東亞人民之間的交流也起了很大的作用。朝鲜战争时期，中国方面的许多相关报道以及后来的回忆录便曾提到中国人民志愿军以笔谈方式和朝鲜半岛人民交流的事实，比如在志愿军攻占汉城以后，便有汉城居民以笔谈方式称赞志愿军为“仁义之师”。南韓首爾市立大學教授金榮旭指出，越戰期間，一名被派遣至越南的韓國陸軍排長在與越南當地村長以漢字筆談後，讓這個小村落的無辜村民逃過了美軍的猛烈轟炸；一些韓國游客在中國旅行時，因水土不服而瀉吐時，向中國藥師遞上寫有「腹痛」和「消化不良」的字條後，即迅速獲得處方。

### 實例

#### 越南人与朝鲜人的筆談
越南使者与朝鲜使者在中国会面时（1761年）做的汉诗
| 送朝鮮國使 （黎貴惇） 異邦合志亦同方、學術本從先素王。 完福共欣歌五善、逸才偏愧乏三長。 側釐白錘交投贈、端委洪疇覓表章。 信筆書黃終歉歉、粲花清論過揄揚。 |

| 偉才端的讓東方、義理淵源貫百王。 尚友四旬梅信重、相思二月柳條長。 猥因文字成佳好、還借兼從寄短章。 欲寫風情嫌莫肖、丹臺段段想清揚。 |

| 朝鮮國使鴻啟禧和诗 （鴻啟禧） 高碁傳譜藥傳方、小帙編摩證百王。 南記詞華之子最、神州心眼此行長。 雲烟吳楚移舟夜、雨雪幽燕伐木章。 奇遇只應通紵縞、拙文那得重班揚。 |

| 李徽中和詩 （李徽中） 浮槎渺渺自何方，南指星辰別友王。 煙濕五湖衣帶緩，芝倉三島髮眉長。 倉茫膜外山河遠，絡續花前錦繡章。 歸橐盎然皆越字，春風燕薊馬蹄揚。 |

#### 越南人与日本人的筆談
《印度支那物語》（日语：インドシナ物語）的作者丸山靜雄在越南採訪時的曾與當地越南人進行過筆談（1981年前）。
以下摘錄自原書章節：
中文翻譯：
（二戰）終戰前越南還是法國殖民地的時候，我曾作為朝日新聞的特派員到過越南。我特意乘坐越式三輪車，行於胡同小巷之間，與越南民族獨立運動家們見面。大多時候，靠翻譯员的幫助，翻譯员不在的時候則用文言文筆談，效果很好，因此可以互通意義。現在中年以上的人大都識漢字，我也大體能用漢字交流。就漢字而言，與日本的漢字相比，雖然兩個地域（日本和越南）完全不同但漢字基本沒有變化，我深深的感覺到自己一直生活在中国－越南－朝鮮－日本共同組成的漢字文化圈中。

#### 越南人与琉球人的筆談
越南黎朝馮克寬的漢詩《遺琉球國使》：
日表红光日照隅，海天南接海天東。
山川封域雖云異，禮樂衣冠是則同。
偶合夤緣千里外，相期意氣兩情中。
些回攜滿天香袖，和氣薰為萬宇風。

## 關聯條目
- 漢字
- 文言文
- 通用語
- 漢字文化圈
- 和製漢語
- 伪中国语

## 腳注
1. ↑  . www.zdic.net.   [2021-08-17]. （原始内容存档于2021-08-17） （中文（中国大陆））.
2. 1 2  Howland, Douglas R. . Duke University Press. 1996-05-07. ISBN 9780822317722.
3. ↑  吴信泉著《朝鲜战场1000天——三十九军在朝鲜》，辽宁人民出版社，1996年，第301页。
4. ↑  姜, 远珍. . 中央社. 新世纪新闻网. 2007-03-16  [2014-03-07]. （原始内容存档于2012-09-12）.
5. ↑  《印度支那物語》，丸山静雄，講談社，昭和五十六年十月二十六日第一刷發行，ASIN: B000J7UJ4Q。